# Atelopus elegans
Atelopus elegans е вид жаба от семейство Крастави жаби (Bufonidae). Видът е критично застрашен от изчезване.

## Разпространение
Разпространен е в Еквадор и Колумбия.

## Описание
Популацията на вида е намаляваща.